# Manfred Bittighofer
Manfred Bittighofer (* 1942) ist ein deutscher evangelischer Theologe, Pfarrer und Autor.

## Leben
Bittighofer studierte Latinum, Gregorium und Hebräum, wurde Pfarrer und promovierte zum Dr. theol. Seit 2004 ist er Ehrenvorsitzender der Evangelischen Landeskirche Württemberg. Bitighöfer war Pfarrer in der Stuttgarter Stiftskirche und hielt 2004 Vorträge zu deren Wiedereröffnung. Er hat eine besondere Verbindung zu dem Reformator Johannes Brenz und über ihn referiert. Er reflektierte in seiner Festpredigt die Geschichte des Gustav-Adolf-Werks.

## Persönliches
Bittighofer ist verheiratet und lebt in Weissach im Tal.

## Werke
- Mut zum Glauben. Haussler-Verlag 1992
- Aufatmen können. ISBN 3-501-05020-8
- Werbende Gemeinde: ein Handbuch. ISBN 3-921766-75-3
- Send das geistliche Schwert: Beiträge zum Thema: Evangelium, Kirche und Pietismus. 1966
- Stiftskirche Stuttgart: Wahrzeichen Stuttgart. Vorträge zur Wiedereröffnung. 2004, ISBN 3-7668-3891-1